# Стрела (1-й сезон)
Премьера первого сезона американского драматического телесериала «Стрела» состоялась на канале The CW 10 октября 2012 года в 20:00 (по Североамериканскому восточному времени). 22 октября 2012 года был заказан полный сезон, состоящий из 23 эпизодов. Шоу было основано на комиксах издательства DC Comics о приключениях супергероя Зелёной стрелы, борца с преступностью, созданного Мортом Вайсингером и Джорджем Паппом. Шоураннерами сезона были выбраны Грег Берланти, Марк Гуггенхайм и Эндрю Крайсберг.
В центре сюжета находится Оливер Куин (Стивен Амелл), плейбой-миллиардер из Старлинг-сити, который после кораблекрушения провёл пять лет на необитаемом острове. Вернувшись домой он воссоединяется со своей матерью, Мойрой Куин (Сюзанна Томпсон), сестрой Теей (Уилла Холланд) и лучшим другом Томми (Колин Доннел). Оливер изменяет своё отношение к миру и по ночам перевоплощается в линчевателя, убивающего преступников. Он раскрывает заговор с целью уничтожить Глейдс, бедный район города. известный высоким уровнем преступности. В его крестовом походе ему помогают новые друзья — Джон Диггл (Дэвид Рэмси) и Фелисити Смоук (Эмили Бетт Рикардс). Также Оливер снова начинает общаться со своей бывшей девушкой Лорел Лэнс (Кэти Кэссиди), которая винит его в смерти сестры, предположительно погибшей в результате того же кораблекрушения, в результате которого Оливер оказался на острове. Кроме того, в каждой серии имеются флэшбеки, в которых рассказывается о том. что произошло после этого кораблекрушения и как это повлияло на Оливера.
Первый сезон в целом получил положительные отзывы критиков и в среднем собирал у телеэкранов 3,68 миллиона зрителей в неделю. Изображение Амелла в образе Оливера Куина / Зелёной стрелы на рекламном постере часто сравнивалось с изображением Китнисс Эвердин, героини фильма «Голодные игры», в то время как сам сезон всё ещё искал свою собственную идентичность. Серии сезона были 21 раз номинированы на различные премии. 17 сентября 2013 года сезон был издан на DVD и Blu-Ray.

## В ролях

### Основной состав
- Стивен Амелл в роли Оливера Куина / Зелёной стрелы
- Кэти Кэссиди в роли Лорел Лэнс
- Колин Доннел в роли Томми Мерлина
- Дэвид Рэмси в роли Джона Диггла
- Уилла Холланд в роли Теи Куин
- Сюзанна Томпсон в роли Мойры Куин
- Пол Блэкторн в роли Квентина Лэнса

### Повторяющиеся персонажи
| - Джейми Шеридан в роли Роберта Куина - Келли Ху в роли Чин На Вей / Чайны Уайт - Эмили Бетт Рикардс в роли Фелисити Смоук - Джон Барроумэн в роли Малкольма Мерлина / Тёмного лучника - Джессика де Гау в роли Хелены Бертинелли / Охотницы - Колин Сэлмон в роли Уолтера Стила - Энни Илонзе в роли Джоаны де ла Вега - Роджер Кросс в роли Лукаса Хилтона - Байрон Манн в роли Яо Фея - Джанина Гаванкар в роли Маккены Холл | - Ману Беннетт в роли Слэйда Уилсона - Кристи Лэйнг в роли Карли Диггл - Колтон Хэйнс в роли Роя Харпера - Алекс Кингстон в роли Дины Дрейк Лэнс - Джеффри Нордлинг в роли Фрэнка Бертинелли - Себастьян Данн в роли Эдварда Файрса - Селина Жаде в роли Шадо - Чинь Хань в роли Фрэнка Чена - Эдриан Холмс в роли Фрэнка Пайка - Джарод Джозеф в роли Алана Дюрана |

### Гости
| - Майкл Роу в роли Флойда Лоутона / Дэдшота - Кайл Шмид в роли Кайла Рестона / Туза - Тамо Пеникетт в роли Ника Сальвати - Брайан Маркинсон в роли Адама Ханта - Жаклин Макиннес Вуд в роли Сары Лэнс - Эмма Белл в роли Эмили Носэнти - Эндрю Дунбар в роли Гарфилда Логана / Светлячка - Бен Браудер в роли Теда Гейнора - Сет Гейбл в роли Графа - Чела Хорсдэл в роли Кейт Спенсер | - Карри Грэм в роли Дерека Рестона / Короля - Сара-Джейн Редмонд в роли миссис Рестон / Дамы - Дэвид Андерс в роли Сайруса Венча - Джон Кассини в роли Руссо - Джеймс Кэллис в роли Винника Нортона / Доджера - Дэнни Нуччи в роли Рейнса - Она Грауэр в роли Вивиан - Одри Мари Андерсон в роли Лайлы Майклз - Джей Август Ричардс в роли мистера Бланка |

## Эпизоды
| № общий | № в сезоне | Название                                                | Режиссёр       | Автор сценария                                                                         | Дата премьеры   | Произв. код | Зрители в США (млн) |
| --- | ---------- | ------------------------------------------------------- | -------------- | -------------------------------------------------------------------------------------- | --------------- | ----------- | ------------------- |
| 1 | 1          | «Pilot» «Пилотная серия»                                | Дэвид Наттер   | Сюжет: Грег Берланти и Марк Гуггенхайм Телесценарий: Эндрю Крайсберг и Марк Гуггенхайм | 10 октября 2012 | 296818      | 9,14                |
| Роберт Куин перед смертью рассказывает своему сыну Оливеру, что он был одним из тех, кто «разрушил» их родной город — Старлинг-сити — и просит сына вернуться, чтобы исправить ошибки отца. Но не успел Оливер вернуться, как его и лучшего друга — Томми Мерлина — похищают, чтобы узнать, что успел ему рассказать отец перед смертью, и это заставляет Оливера начать реализовывать свой план раньше. Он создаёт на заброшенном заводе штаб, и первым в списке Роберта оказывается Адам Хант. Для подстраховки Оливер устраивает вечеринку напротив офиса Ханта, в разгар вечеринки нападает на него в образе «Капюшона» — так окрестили Оливера в прессе — и забирает 40 млн долларов и анонимно раздаёт эти деньги людям, ставших жертвами махинаций Ханта. Вскоре, вернувшись на вечеринку, Оливер узнаёт, что его сестра Тея принимает наркотики, а также становится свидетелем разговора Томми и Лорел Лэнс — дочери детектива Старлинг-сити Квентина Лэнса — о том, что между ними были отношения после «гибели» Оливера. В сцене после титров, Мойра Куин — мать Оливера — идёт на тайную встречу с человеком, который по её просьбе организовал похищение Оливера. |            |                                                         |                |                                                                                        |                 |             |                     |
| 2 | 2          | «Honor Thy Father» «Чти отца своего»                    | Дэвид Барретт  | Сюжет: Грег Берланти и Марк Гуггенхайм Телесценарий: Эндрю Крайсберг и Марк Гуггенхайм | 17 октября 2012 | 2J7302      | 10,55               |
| Новое имя в списке записной книжки Роберта Куина — Мартин Соммерс. По стечению обстоятельств, Лорел выступает против Соммерса в суде. Оливер вынуждает преступника признать свою вину и тот факт, что он работает на китайские Триады. В отчаянии Соммерс обращается за помощью к Триадам и наёмный убийца нападает на Лорел. Оливер и его телохранитель — Джон Диггл — спасают её, и после Оливер принимает решение отомстить Мартину. Как «Капюшон» Оливер передаёт детективу Квентину Лэнсу доказательство против Сомерса — признание. Тем временем, Мойра Куин узнаёт о том, что крушение яхты было саботировано. В сцене после титров показан флэшбэк, в котором Оливер хоронит отца на Лиань Ю, острове, к которому их плот прибило после крушения, и неожиданно получает стрелу в плечо от неизвестного мужчины. |            |                                                         |                |                                                                                        |                 |             |                     |
| 3 | 3          | «Lone Gunmen» «Одинокий стрелок»                        | Гай Би         | Сюжет: Грег Берланти и Эндрю Крайсберг Телесценарий: Марк Гуггенхайм и Эндрю Крайсберг | 24 октября 2012 | 2J7303      | 11,51               |
| Своей следующей целью Оливер выбрал миллионера Джеймса Холдера, но как только он за ним пришёл, того внезапно убивают из снайперской винтовки. «Капюшон» выясняет, что за этим стоит наёмный убийца по прозвищу «Дэдшот», а его следующая цель находится на аукционе, и делится этой информацией с детективом Лэнсом. Во время перестрелки, киллер попадает в Диггла отравленной пулей. Оливер относит его в своё логово, спасает и открывает свою тайну. Тем временем, поведение Теи ухудшается и Мойра вынуждена посадить дочь под домашний арест, но после разговора по душам они приходят к взаимопониманию. В сцене после титров показано, как неизвестный поит Оливера противоядием и вытаскивает стрелу у него из плеча, после чего молодой Куин сбегает и практически сразу же попадает в сеть. Неизвестный мужчина спасает его и говорит, что на острове небезопасно, а позднее люди с автоматами обнаруживают разрезанную сеть. |            |                                                         |                |                                                                                        |                 |             |                     |
| 4 | 4          | «An Innocent Man» «Невиновный»                          | Винс Мисиано   | Мойра Киркланд и Лана Чо                                                               | 31 октября 2012 | 2J7304      | 10,45               |
| В то время, как Диггл обдумывает предложение Оливера над тем, чтобы присоединиться к «Капюшону», сам Оливер занимается оправданием человека, которого ошибочно обвиняют в убийстве собственной жены, и просит Лорел заняться этим делом официально. Тем временем, Уолтер Стил с помощью Фелисити Смоук узнаёт, что Мойра сняла 2,6 млн долларов со счёта одной из компаний «Queen Consolidated» 3 года назад. Он проводит своё расследование и узнаёт, что на эти деньги был куплен склад, где хранятся части затонувшего лайнера. Вскоре, детектив Лэнс получает доказательства, что Оливер является «Капюшоном», и арестовывает его. Во флэшбэке показано, как неизвестный заставил Оливера самостоятельно убить курицу, чтобы не умереть от голода, а также показывает, что знает английский. |            |                                                         |                |                                                                                        |                 |             |                     |
| 5 | 5          | «Damaged» «Испорченный»                                 | Майкл Шульц    | Венди Мерикл и Бен Соколовски                                                          | 7 ноября 2012   | 2J7305      | 11,75               |
| Оливера арестовывают, подозревая в том, что он и есть Загадочный парень в капюшоне, и под залог сажают его под домашний арест, а на ногу надевают браслет, с помощью которого полиция сможет за ним следить. Во время ареста Диггл помогает Оливеру и прерывает сделку бандитов, будучи одетым в зелёный капюшон. В то же время на Оливера нападает неизвестный, которого убивает отец Лорел. У полиции пропадают подозрения насчёт Оливера, и они его отпускают. |            |                                                         |                |                                                                                        |                 |             |                     |
| 6 | 6          | «Legacies» «Наследия»                                   | Джон Беринг    | Мойра Деккер и Марк Гуггенхайм                                                         | 14 ноября 2012  | 2J7306      | 9,83                |
| В Старлинг-сити орудует банда грабителей банков. Во время одного ограбления один из грабителей стреляет в полицейского. Оливер решает взяться за это дело. Он хочет мирно решить дело, и предлагает главарю банды работу в Куин Консолидейтед. Но тот всё-таки решает провести последнее ограбление. Оливер понимает, что мирно ничего не выйдет, и решает уничтожить грабителей. Во время ограбления главарь умирает, а его сын получает ранение. |            |                                                         |                |                                                                                        |                 |             |                     |
| 7 | 7          | «Muse of Fire» «Муза огня»                              | Дэвид Гроссман | Сюжет: Эндрю Крайсберг Телесценарий: Джефф Джонс и Марк Гуггенхайм                     | 28 ноября 2012  | 2J7307      | 10,74               |
| Во время делового разговора Мойры с другим представителем неизвестный на мотоцикле стреляет в них. Предприниматель умирает, а мать Оливера получает неопасные повреждения. Неизвестным оказывается дочь Фрэнка Бертинелли — Хелена. Хелену и Оливера, который в тот момент оказался рядом с ней, похищает конкурент её отца, но им обоим удается всех уложить. Видя, как Оливер расправился с ними Хелена понимает, что он и есть тот мститель, о котором все говорят. |            |                                                         |                |                                                                                        |                 |             |                     |
| 8 | 8          | «Vendetta» «Вендетта»                                   | Кеннет Финк    | Бет Шварц и Эндрю Крайсберг                                                            | 5 декабря 2012  | 2J7308      | 10,35               |
| Оливер решает обучить Хелену, что есть справедливость вне мести. Дигглу это не нравится, но Оливер не соглашается. Хелена начинает соглашаться с Оливером, но после ужина с Томми, Лорел и Оливером бросает его, считая, что всё это время он просто манипулировал ею. В результате Хелена убивает лидера Триады, после чего Триада решает, что во всём виноват Фрэнк Бертинелли, отец Хелены, и пытается его убить. Оливер спасает Фрэнка и останавливает Хелену от убийства отца. Тем временем Томми наконец признаётся Оливеру, что отец заблокировал его счета, и просит работу в клубе Оливера. Уолтер тем временем узнаёт больше о секретной организации, частью которой является Мойра. |            |                                                         |                |                                                                                        |                 |             |                     |
| 9 | 9          | «Year's End» «Конец года»                               | Джон Дал       | Сюжет: Грег Берланти и Марк Гуггенхайм Телесценарий: Эндрю Крайсберг и Марк Гуггенхайм | 12 декабря 2012 | 2J7309      | 10,11               |
| Адам Хант убит загадочным лучником; Детектив Лэнс считает, что это работа подражателя, но его начальник обвиняет во всём героя в капюшоне. Оливер планирует рождественскую вечеринку, надеясь восстановить семейную традицию. Во флэшбеке показывают, что Яо Фэй захватывает Эдварда Файрса, который рассказывает Оливеру, что остров был тюрьмой для преступников настолько опасных, что их нельзя держать в обычной тюрьме. Когда Яо Фэй ведёт Оливера к возможному выходу с острова, оказывается, что он захвачен людьми Файрса. В настоящем Оливер спасает заложников, взятых загадочным лучником. Оба лучника получили раны во время схватки и разошлись. Зрителю показывается, что загадочный лучник на самом деле Малькольм Мерлин, отец Томми. Уолтера похитили его люди, чтобы убедиться, что Мойра не будет вмешиваться в планы организации Малькольма на город. Тем временем восстанавливаясь в госпитале, Оливер клянётся в том, что одолеет загадочного лучника. |            |                                                         |                |                                                                                        |                 |             |                     |
| 10 | 10         | «Burned» «Сожжёный»                                     | Эгиль Эгилссон | Мойра Киркленд и Бен Соколовски                                                        | 16 января 2013  | 2J7310      | 10,16               |
| Уверенность Оливера пошатнулась после победы Тёмного лучника, и он делает перерыв, перестав быть «Капюшоном». Однако, когда Лорел просит «Капюшона» помочь в расследовании подозрительной смерти пожарного, он неохотно соглашается, но его нерешительность во время боя почти стоит ему жизни. Между тем Томми устраивает для пожарных благотворительный вечер, Тея пытается вытянуть Мойру из её депрессивного состояния. |            |                                                         |                |                                                                                        |                 |             |                     |
| 11 | 11         | «Trust But Verify» «Доверяй, но проверяй»               | Ник Копус      | Габриэль Стэнтон                                                                       | 23 января 2013  | 2J7311      | 11,14               |
| Следующим человеком из списка Оливера становится командир и наставник Диггла из Афганистана Тед Гэйнор. Оливер подозревает, что Тед ответственен за недавние ограбления в бронированных грузовиках, но Диггл встаёт на защиту Теда и устраивается в его охранную компанию, чтобы за ним присматривать. Оливер решает выступить против Теда, что приводит к ссоре с Дигглом. Тем временем Тея подозревает, что у Мойры роман с Малкольмом. У Томми и Лорел происходит странный ужин с Малкольмом, во время которого Томми убеждается, что Малькольм все-ещё пытается использовать всё и вся для своей корысти. Очередное нападение на бронированный грузовик срывает «человек в капюшоне», ранив одного из нападающих. Диггл по этому ранению узнает, что к ограблению причастен Тед и его команда. Тед, похитив невестку Диггла, пытается заставить его тоже участвовать в ограблении (последнем, как планировалось). Но Диггл сумел сорвать ограбление и не без помощи Оливера убивает их. Тем временем Тея, решив, что её мать изменяет с Малькольмом, в отчаянии принимает наркотики и попадает в автокатастрофу. После выписки из больницы её арестовывают. Во флэшбеке Оливер, пытаясь спасти Яо Фэя переодевается в форму спецназовца в маске и проникает с остальными солдатами на базу. Но его разоблачили и заперли в клетку. Эдвард Файрс дает приказ одному из солдат снять его маску. Им оказывается… Яо Фэй. |            |                                                         |                |                                                                                        |                 |             |                     |
| 12 | 12         | «Vertigo» «Головокружение»                              | Венди Станцлер | Венди Мерикл и Бен Сколовски                                                           | 30 января 2013  | 2J7312      | 10,97               |
| Когда Тея увидела свою мать с Мерлином, то очень сильно разозлилась, приняла наркотики и уехала на только что подаренной ей машине. Возможно из-за невнимательности, возможно из-за злости, а может и из-за действия наркотиков, Тея врезается в дерево и попадает в больницу. После того, как врачи берут у неё анализы, они сообщают полиции о содержании в её крови наркотика Вертиго. Полиция арестовывает и уводит Тею. Оливер собирается спасти свою сестру от тюрьмы и поэтому ему срочно нужно найти торговца наркотиками, которого все зовут Графом. Чтобы найти этого человека, ему требуется помощь и поэтому он обращается к своей бывшей любовнице. Маккена Холл работает в полиции нравов. В это время Лорел берётся представлять интересы Теи в суде, а Фелисити рассказывает Оливеру неприятные новости, касающиеся его матери Мойры. |            |                                                         |                |                                                                                        |                 |             |                     |
| 13 | 13         | «Betrayal» «Предательство»                              | Гай Би         | Лана Чо и Бет Шварц                                                                    | 6 февраля 2013  | 2J7313      | 10,98               |
| Из тюрьмы освобождается жестокий преступник по имени Сайрус Венч. Первым намерением Сайруса является восстановления статуса в качестве местного главаря преступного мира. Так как осуществлению его планов может помешать всего один человек — «Капюшон», то он собирается его уничтожить. Не открывая всей правды, Оливер показывает матери блокнот со списком отца, настойчиво расспрашивает её об именах, записанных в нём. После истории с наркотиками Тея стажируется в юридической фирме Лорел и чувствует себя очень несчастной. Детектив Лэнс совершает роковую ошибку, вследствие которой под прицел Сайруса попадает Лорел. |            |                                                         |                |                                                                                        |                 |             |                     |
| 14 | 14         | «The Odyssey» «Одиссея»                                 | Джон Бейринг   | Сюжет: Грег Берланти и Эндрю Крайсберг Телесценарий: Эндрю Крайсберг и Марк Гугенхайм  | 13 февраля 2013 | 2J7314      | 10,29               |
| После того как Оливер получает пулевое ранение, он обращается за помощью к верной помощнице и гениальной компьютерщице Фелисити. Удивлению Диггла нет границ, когда он видит заходящую в убежище Фелисити, которая тащит за собой почти умирающего Оливера. Диггл и Фелисити объединяются, чтобы спасти жизнь Оливеру. В то время как главный герой сериала находится на волоске от смерти, его захлёстывают воспоминания. Он вспоминает тот судьбоносный момент на острове, когда пытается устроить побег со своим новым товарищем Слэйдом Уилсоном. |            |                                                         |                |                                                                                        |                 |             |                     |
| 15 | 15         | «Dodger» «Ловкач»                                       | Эгиль Эгилссон | Бет Шварц                                                                              | 20 февраля 2013 | 2J7315      | 10,15               |
| У Теи крадёт сумку очень быстрый и профессиональный карманный вор. И как раз в это время в Старлинг-сити появляется новый преступник по прозвищу Ловкач, специализирующийся на краже бриллиантов. Он выбирает своей целью кого-то, кто очень близок Оливеру, который тем временем не без помощи своей новой помощницы Фелисити приглашает на свидание детектива Маккену. |            |                                                         |                |                                                                                        |                 |             |                     |
| 16 | 16         | «Dead To Rights» «Пойманный на месте преступления»      | Глен Винтер    | Джефф Джонс                                                                            | 27 февраля 2013 | 2J7316      | 10,17               |
| Диггл и Оливер узнают о том, что Дэдшот, снайпер, которого якобы убил Оливер, жив, а его новая цель — Малкольм. Тем временем Малкольм приглашает Томми на приём, во время которого Малкольма должны наградить за заслуги перед городом. Чувствуя опять подвох, Томми отказывается от приглашения. Оливер, понимая, что попасть на этот приём он сможет только, если туда пойдет Томми, пытается уговорить друга помириться с отцом. После того как Оливер начал развивать отношения с Маккеной, он просто разрывается между отношениями и обязанностями ночного мстителя. |            |                                                         |                |                                                                                        |                 |             |                     |
| 17 | 17         | «The Huntress Returns» «Возвращение охотницы»           | Гай Би         | Джейк Кобурн и Лана Чо                                                                 | 20 марта 2013   | 2J7317      | 10,02               |
| Хелена просит Оливера помочь ей убить отца, а после отказа начинает угрожать ему здоровьем близких. В ночном клубе Хелена нападает на Томми, и Оливеру приходится согласиться. Оливер и Хелена нападают на две машины, в которых должны были перевозить Фрэнка Бертиннели, но это оказывается ловушкой. В итоге Хелену арестовывает полиция. На допросе она играет с чувствами детектива Лэнса и Маккены. Вскоре в полицию врывается «Капюшон» и спасает охотницу. Позже в перестрелке Маккена получает сильное ранение, а Оливер вынужден убить Хелену, но не успевает сделать этого, она сбегает. В конце серии на острове Оливер и Слэйд заключают сделку с Файрсом, чтобы покинуть остров. |            |                                                         |                |                                                                                        |                 |             |                     |
| 18 | 18         | «Salvation» «Спасение»                                  | Ник Копус      | Дрю З. Гринберг и Венди Мерикл                                                         | 27 марта 2013   | 2J7318      | 9,65                |
| Разозлённый житель Глэйдс, который называет себя «Спасителем», начинает череду похищений и убийств, чтобы наказать тех, кто, по его мнению, причинил вред жителям его района. Чтобы усугубить ситуацию, он начинает транслировать эти убийства в интернете и утверждает, что его вдохновила деятельность «Капюшона». Оливер пытается остановить «Спасителя». Лорел удивляется, когда её отец начинает верить утверждениям её матери о том, что Сара, возможно, всё ещё жива. Тем временем Малкольм говорит Мойре найти человека, который ответственен за попытку его убить. |            |                                                         |                |                                                                                        |                 |             |                     |
| 19 | 19         | «Unfinished Business» «Незаконченное дело»              | Майкл Оффер    | Брайан Кью Миллер и Линдси Аллен                                                       | 3 апреля 2013   | 2J7319      | 10,92               |
| Машина на дороге сбивает девушку, которая до этого побывала в ночном клубе Томми и Оливера. Экспертиза показала, что в крови жертвы обнаружился наркотик «Вертиго». Оливер в образе «Капюшона» пытается разобраться с ситуацией, ведь она угрожает клубу и его тайне. Тем временем, детектив Лэнс пытается встретиться с Графом, помещённым в психиатрическую лечебницу после предыдущей встречи с «Капюшоном», но после того, как «Капюшон» навестил его там, Граф неожиданно сбегает. Пока «Капюшон» его разыскивает, Диггл с помощью Фелисити ищет информацию о Дэдшоте, чтобы устранить своё незаконченное дело. На острове дочь Яо Фэя начинает тренировать Оливера держать в руках лук. |            |                                                         |                |                                                                                        |                 |             |                     |
| 20 | 20         | «Home Invasion» «Вторжение домой»                       | Кен Финк       | Бен Соколовски и Бет Шварц                                                             | 24 апреля 2013  | 2J7320      | 10,10               |
| Оливер вспоминает о времени, когда его тренировала на острове дочь Яо Фэя. Там же у них происходит поцелуй, после которого Оливер клянётся, что признается Лорел в своих чувствах — это ему не удаётся, а Томми тем временем понимает, что его встречи с Лорел были ошибкой, и уходит от неё. Опасный преступник вторгается в дом Оливера, чтобы найти мальчика Тейлора, который видел его во время убийства своей матери. |            |                                                         |                |                                                                                        |                 |             |                     |
| 21 | 21         | «The Undertaking» «Предприятие»                         | Майкл Шульц    | Джейк Кобурн и Лана Чо                                                                 | 1 мая 2013      | 2J7321      | 9,89                |
| Лорел огорчена внезапным разрывом с Томми и хочет выяснить причину его ухода. Как оказалось, это Оливер. Тем временем Оливер, тряхнув местного незаконного бухгалтера, находит ниточку к тому, где содержат его отчима, Уолтера Стила. А за годы до этого, незадолго до гибели яхты Куинов, Роберт Куин, Малкольм Мерлин, Ли Чен и другие бизнесмены решают, что наилучший способ усмирить преступников в Глэйдс, из-за которых все они потеряли близких или имеют тёмное прошлое, это стереть этот район с лица земли, обустроив всё как природную катастрофу. Этот проект получил кодовое название «Предприятие». |            |                                                         |                |                                                                                        |                 |             |                     |
| 22 | 22         | «Darkness on the Edge of Town» «Тьма на окраине города» | Джон Беринг    | Дрю З. Гринберг и Венди Мерикл                                                         | 8 мая 2013      | 2J7322      | 11,05               |
| Мерлин в образе Тёмного Лучника уничтожает весь исследовательский отдел фирмы, которая занималась изобретением сейсмоустройства для проекта «Предприятие», чтобы замести все следы связи этого проекта со своей фирмой. Оливер и Диггл претворяют в действие план, согласно которому мать Оливера сознаётся в связи с проектом «Предприятие» и раскрывает, в чём состоит проект. Тем временем Уолтер подаёт на развод, а Тея и Рой усердно пытаются найти Капюшона, каждый по своей причине. Чуть позже Лорел и Оливер наконец раскрывают все карты в личных отношениях |            |                                                         |                |                                                                                        |                 |             |                     |
| 23 | 23         | «Sacrifice» «Жертва»                                    | Дэвид Барретт  | Сюжет: Грег Берланти Телесценарий: Марк Гуггенхайм и Эндрю Крайсберг                   | 15 мая 2013     | 2J7323      | 11,17               |
| Малькольм узнает что Оливер — это «Капюшон» и держит его связанным. Но через некоторое время Оливер освобождается и сбегает. В образе «Капюшона» он сообщает детективу Лэнсу, что Глэйдс вскоре будет уничтожен и просит его о помощи. Пока детектив Лэнс и Фелисити уничтожают «Предприятие», «Капюшон» и Диггл сражаются с Тёмным лучником. Во время битвы Оливер убивает Тёмного лучника, но перед смертью тот говорит, что единственное, что у него получалось это дублировать. В это время детектив Лэнс отключает источник «Предприятия», но Фелисити обнаруживает ещё один и второй отключить они не успевают. В итоге район Глэйдс разрушен. Во время землетрясения детектив Лэнс пытается спасти Лорел, но это делает Томми и когда Лорел выходит из здания суда происходит обвал и Томми не успевает выбежать. Подошедший на помощь Оливер заходит в здание, но видит, что Томми уже не спасти. Перед смертью Оливер говорит Томми, что не убивал его отца. |            |                                                         |                |                                                                                        |                 |             |                     |

## Производство
Концепция сериала была разработана Эндрю Крайсбергом, Грегом Берланти и Марком Гуггенхаймом. Пилотный эпизод снял Дэвид Наттер, который также был режиссёром первой серии шоу «Тайны Смолвиля». 11 мая 2012 года канал The CW заказал производство пилотного эпизода. Марк Гуггенхайм признался, что при развитии идеи творческая группа пожелала «взять [свой] собственный курс, [свою] собственную судьбу», поэтому они старались избегать любых прямых отсылок к сюжету «Тайн Смолвилля», в котором также фигурировал Оливер Куин (в исполнении Джастина Хартли). Они собирались этого достичь в том числе и взяв на главную роль нового актёра. В отличие от тех же «Тайн Смолвилля» сериал не должен был с первых же серий демонстрировать людей со сверхсилами. Вместо этого Гуггеннхайм и другие, вдохновившись тем, как создатели сериала про молодого Супермена показали образ Кларка Кента, решили также сделать упор на «человечность» Оливера Куина. Также нежелание вводить людей со сверхсилами частично было продиктовано тем, что руководство канала The CW попросило сделать персонажей более реалистичными. 22 октября 2012 года The CW заказал полный первый сезон.
Стивен Амелл об использовании флэшбеков:

Я думаю, что вся идея в том — не всегда, не регулярно — но по-моему, важно исследовать как он стал тем человеком, который покинул остров — есть существенные различия: испорченный, требовательный, почти придурок — и вот он приходит к чему-то совсем. совсем иному. И вот мы собираемся исследовать то, как это случилось.
Оригинальный текст (англ.)I think the idea is to—not all the time, and not with a set regularity—but I think it is critical to explore how he went from the person that he was when he left the island—which is extremely different: he's spoiled, he's entitled, he's a bit of a jerk—and he comes off it something very, very different. So we're going to explore how he gets there."

На протяжении эпизодов между персонажами постоянно образуются треугольники отношений: одни являются классическими любовными треугольниками, другие — больше похожи на «философские споры». Крайсберг привёл пример: «В каждой серии Оливер будет встречать очередного злодея, но истина в том, что настоящей Немезидой для него станет детектив Лэнс, который будет пытаться призвать его к ответу[…] Дочь Лэнса будет разрываться между ними, так как она любит и уважает своего отца, и она верит в то же, что и он, но также она хочет узнать больше о тёмной городской легенде, она видит сколько хорошего он сделал; то же самое она пытается делать, будучи адвокатом». Опираясь на свой более ранний опыт в телевизионной работе, продюсеры в первую очередь сосредоточились на определении сюжетных линий, в особенности для первого сезона, и «планах» по их завершению. Вдохновившись трилогией Кристофера Нолана о Бэтмене, творческая группа решила «поместить всё и сразу» и «не сдерживаться» от эпизода к эпизоду.
Также создатели регулярно оставляют отсылки к различным персонажам и понятиям вселенной DC. Так, начиная с третьего эпизода первого сезона по настоянию Гуггенхайма в сериале мелькает закусочная сети Биг Белли Бургер, известной по комиксам о Супермене. Крайсберг отметил: «Во Вселенной DC есть столько персонажей, так и не появившихся толком на ТВ или в фильмах. Мы очень волновались, когда решили составить список персонажей [DC Comics], взять не очень известных, но имеющих своих поклонников, и сделать на них ставку».

### Кастинг
31 января 2012 года стало известно об утверждении первого актёра из основного состава — на роль главного героя, Оливера Куина, взяли Стивена Амелла, который до этого появился в «Дневниках вампира» и «90210: Новое поколение». Реакции поклонников на эту новость были неоднозначными, многие зрители желали. чтобы Зелёную стрелу вновь сыграл Джастин Хартли. Стивен Амелл стал одним из первых актёров, которые пробовались на главную роль и по мнению Крайсберга «он попал в точку с самого начала», а «все остальные нужны были лишь для сравнения». Сценарий пилотного эпизода стал первым, с которым Амелл проходил прослушивание, при этом актёр также получил сценарии для пилотов других сериалов этого года. Отчасти Амелл был взят потому, что создатели хотели взять на главную роль нового актёра и избежать любых прямых связей с «Тайнами Смолвилля». Амелл, одетый в свою форму из сериала «Кофейня», начал физическую подготовку в Академии свободных искусств в Резеде (Калифорния). Там он получил уроки стрельбы из лука, в том числе и просмотрел фрагменты из фильмов, в которых эта стрельба из лука показана неправильно или неточно. Для Амелла создание образа Куина также заключалось в том, что он посмотрел многие из предыдущих его воплощений на экране: «Есть Оливер как случайный плейбой, Оливер как травмированный герой, Оливер как задумчивый Гамлет, Оливер как любовник, Оливер как человек действия и др.».
Интервью Амелла для Collider:

Эми Бреннеман посчитала обязательным подружиться со мной перед тем, как мы начали сниматься [в «Частной практике»] […] Меня действительно поразило то, как мы сошлись сначала как люди, а потом и как актёры. Таким образом, я предложил то же самое [для каста «Стрелы»]… я думаю вы заметили [что мы находим общий язык]. Если вам нужно положить руку на чьё-то плечо, это сделать легче, если ты уже делал это раньше. Иногда разница незаметна, но это именно то, из-за чего хорошее становится великим, а двумерное — трёхмерным.
Оригинальный текст (англ.)Amy Brenneman made a point of really befriending me before we started shooting [Private Practice] [...] I was really taken with how she connected with me, person to person, before we tried to connect, actor to actor. So, I made a real point to do that [with the Arrow cast] [...] I think that you can see that [we hit it off] [...] If you have to put your hand on somebody's shoulder, if you've done it before, it makes it easier to do. Sometimes it's imperceptible, but I think it's what takes things from good to great, or from 2D to 3D.

Неделей позднее Дэвид Рэмси был утверждён на роль Джона Диггла, персонажа, созданного специально для сериала и названного в честь автора сценария ограниченной серии комиксов Green Arrow: Year One Энди Диггла. Рэмси был очень доволен тем, что ему не нужно заботиться о соответствии образу из комиксов. Это позволило ему «просто взять и сыграть [своего персонажа]» 14 февраля 2012 года на роль Мойры Куин была утверждена Сюзанна Томпсон. На следующий день Кэти Кэссиди и Уилла Холланд получили роли Лорел Лэнс и Теи Куин соответственно. Согласно сценарию Лорел Лэнс, названная в честь второго воплощения Чёрной канарейки, работала адвокатом и являлась бывшей девушкой Оливера и она со временем может наконец стать, а может и не стать, Чёрной канарейкой. Актриса призналась, что её пригласили в шоу Берланти, Крайсберг, Наттер, а также Гуггенхайм, которого она назвала умным, творческим и остроумным. Персонаж Холланд описан как «беспечная младшая сестра Оливера, которая постоянно испытывает мораль на прочность». Её образ частично списан с персонажа по имени Мия Дерден: второе имя Теи — Дерден, в третьем сезоне она использует имя «Мия» в качестве своего псевдонима, а в конце того же сезона она становится супергероиней и берёт себе прозвище «Спиди». Брайан Маркинсон сыграл приглашённого злодея Адама Ханта: «Хант — коррумпированный бизнесмен, который обворовывает людей, чем и привлекает внимание Лорел Лэнс и её юридической фирмы CNRI». 21 января 2012 года Колин Доннел был утверждён на роль Томми Мерлина, чья фамилия — отсылка к заклятому врагу Зелёной стрелы в комиксах, лучнику Мерлину. Его описали как «лучшего друга Оливера, плейбоя-„доверитянина“, который считает, что раз Оливер вернулся, то вернутся и старые добрые времена, но узнаёт, что тот изменился». 2 марта 2012 года Пол Блэкторн и Джейми Шеридан получили роли отцов Лорел и Оливера соответственно, при этом Блэкторн стал последним утверждённым актёром основного состава. Жаклин Макиннес Вуд получила роль Сары Лэнс, сестры Лорел, в пилотном эпизоде, однако когда персонаж вновь появился во втором сезоне, Вуд была заменена на Кейти Лотц.

### Съёмки
Производство «Пилотной серии» началось в марте 2012 года в Ванкувере (Канада). Так как эпизод демонстрирует два различных временных отрезка, создателям пришлось тщательнее планировать график съёмок. Сцены на острове снимались в ванкуверском парке Уайтклифф. В результате съёмочной группе пришлось следить за тем, чтобы в кадр не попали близлежащие пляжные домики. Кроме того, продюсер Марк Гуггенхайм находил процесс утомительным: «Стивен [Амелл] должен был носить парик, его взгляд должен быть совсем другим… много чего ещё. Это на самом деле невероятно амбициозно — каждую неделю, каждый эпизод вводить ретроспективные кадры. Всё потому что Эндрю [Крайсберг] сказал, что это почти его шоу». В качестве семейного особняка Куинов использовалось поместье Хатли-Касл, расположенное недалеко от Университета Ройял-Роудс и ранее служившее прототипом для семейного особняка Люторов в «Тайнах Смолвиля». Здание Terminal City Ironworks Complex в Ванкувере использовалось как здание старого завода, принадлежащего Куин Консолидейтед, в котором Оливер открыл клуб Verdant. Иногда оно также использовалось и для других целей: например, в серии, где Томми и Оливера похитили, оно послужило складом, где их держали, а в восьмой серии («Вендетта») то же здание было использовано в качестве базы Триад.
Съёмки оставшейся части сезона начались 18 июля 2012 года и завершились 18 апреля 2013 года.

### Разработка костюма
Художник по костюмам Колин Этвуд:

Стрела. мы действительно считали его горожанином. и секси, и вы могли даже надеть этот костюм на улицу и он вписался бы в современное окружение. Это было большим плюсом для Стрелы и того, каким образом показан образ этого персонажа.
Оригинальный текст (англ.)Arrow, we really wanted him urban, and sexy, and you could almost wear the costume down the street and it would look cool in today's world. That was a big goal with Arrow and the way the story was set up with his character

Реалистичность подхода к сериалу в том числе касалась разработки одежды для персонажа Оливера Куина, этим занималась костюмер Колин Этвуд. По словам Стивена Амелла костюм должен быть максимально функциональным, а лучший способ достигнуть этого, по его мнению, сделать так, чтобы актёр мог надеть костюм без посторонней помощи: «На мой взгляд, если я могу надеть его сам, то люди купятся. В этом состояла наша идея. Это — наш мир. Мои ботинки — на самом деле обычные Nike Frees и в них довольно прохладно. Одежда сделана из кожи, хоть с трудом. хоть с усилием, но я могу в ней двигаться. Людям это понравится». Дэвид Наттер, режиссёр «Пилотной серии»? сказал следующее: «Мы создаём реалистичный. правдоподобный мир. в котором Оливер Куин может делать нечто невероятное. И костюм Колин Этвуд в полной мере отражает это стремление».

## Музыка
| Оценки критиков | Оценки критиков |
| Источник        | Оценка          |
| --------------- | --------------- |
| Soundtrack Geek | [ 51 ]          |

Для создания музыки к сериалу Грег Берланти пригласил композитора Блейка Нили, с которым он вместе работал над проектом «Любовь вдовца». Нили написал звуковой ряд, совместив электронную музыку и звучание симфонического оркестра, чередуя темы для экшн-сцен и романтические темы. Перед этим Берланти рассказал композитору, что сериал будет довольно мрачным, поэтому музыка должна быть соответствующей, после чего Нили, прочитав пробный сценарий, приступил к работе. По словам Нили: «Конечно, у Оливераесть своя тема, но ещё есть несколько подтем для всех сторон его личности. У него и Лорел есть своя любовная тема. У его матери есть тема. Все плохие парни имеют свои темы и мне немного грустно, когда они умирают. Поэтому я особо не трудился над темами плохих ребят. У Диггла есть своя тема. Даже у Острова она есть». 17 сентября 2013 года лейбл WaterTower Music выпустил официальный саундтрек к первому сезону. Автором всех композиций является Блейк Нили.
| №                   | Название                               | Длительность |
| ------------------- | -------------------------------------- | ------------ |
| 1.                  | «Five Years»                           | 1:54         |
| 2.                  | «Returning Home / Scars»               | 2:53         |
| 3.                  | «City In Ruin»                         | 1:20         |
| 4.                  | «Setting Up the Lair»                  | 2:27         |
| 5.                  | «Loss and Regrets»                     | 2:38         |
| 6.                  | «On the List»                          | 1:40         |
| 7.                  | «Vigilante Justice»                    | 2:10         |
| 8.                  | «Honor Thy Father»                     | 1:45         |
| 9.                  | «Inhospitable Island / Deathstroke»    | 2:09         |
| 10.                 | «I Forgot Who I Was»                   | 4:00         |
| 11.                 | «Train and Hunt»                       | 2:38         |
| 12.                 | «Betrayed By Those You Love»           | 1:50         |
| 13.                 | «Chasing the Hood»                     | 2:27         |
| 14.                 | «Damaged»                              | 1:39         |
| 15.                 | «The Dark Archer / It Is I Who Failed» | 3:31         |
| 16.                 | «Working Together But Alone»           | 1:53         |
| 17.                 | «The Count»                            | 2:02         |
| 18.                 | «Friends In Arms»                      | 2:36         |
| 19.                 | «Trust But Verify»                     | 2:37         |
| 20.                 | «Join Us»                              | 1:55         |
| 21.                 | «Trusting A Friend, Saving An Enemy»   | 1:57         |
| 22.                 | «Sins of the Father»                   | 1:27         |
| 23.                 | «I Can't Lose You Twice»               | 3:17         |
| 24.                 | «Search For Salvation»                 | 3:29         |
| 25.                 | «Shado Sees an Emerging Hero»          | 1:57         |
| 26.                 | «Unfinished Business / Saving Walter»  | 2:29         |
| 27.                 | «A Way Off the Island»                 | 2:15         |
| 28.                 | «Sacrifice»                            | 4:52         |
| 29.                 | «Oliver Queen Suite»                   | 9:47         |
| Общая длительность: | Общая длительность:                    | 1:17:34      |

## Отзывы

### Критика
Первый сезон сериала получил положительные отзывы критиков, набрав на сайте Metacritic 73 балла из 100 на основе 25 обзоров, что делает его самым успешным показом канала The CW за период 2007—2012 годов. Критический сайт Rotten Tomatoes дал сезону 86 % свежести на основе 35 обзоров. Комментарий к сезону гласит: «Канал The CW метит точно в цель своей „Стрелой“, сериалом, который вдохновлен комиксами и который извлекает выгоду из кинематографической последовательности действий и интригующих персонажей».
Мэри МакНамара из Los Angeles Times назвала премьеру сериала «хорошим стартом с качественным содержимым», а Амелла — «идеальным мальчиком для постеров». Брайан Лоури из «Variety» назвал сериал «красивым, но копирующим новые фильмы о Бэтмене». Алистер Вилкинс из The A.V. Club в своем обзоре финала первого сезона поставил сериалу оценку B+, сказав: «Сериалу ещё есть куда расти, но тем не менее порой были просто выдающиеся сюжеты».

### Рейтинги
Премьеру «Стрелы» посмотрели 4,14 миллионов зрителей, что делало его самой популярной ТВ-программой в период до трех лет до премьеры и самой популярной премьерой со дня выхода пилотной серии «Дневников вампира» в 2009 году (в 2014 году оба эти достижения превзошёл показ премьеры спин-оффа «Стрелы», телесериала «Флэш»). Второй эпизод «Стрелы» оказался единственным из всех эпизодов драматических сериалов, который продержался среди рейтингов в возрастных диапазонах от 18 до 49 и от 18 до 34 начиная с премьеры эпизода и до второй недели показа.
В Австралии премьеру посмотрело 1,68 миллионов зрителей, что поставило его на третье место среди наблюдаемых той ночью телесериалов. Британский показ премьеры сериала оказался ТВ-шоу с самым высоким рейтингом среди показов канала Sky 1, её посмотрело 1,85 миллионов зрителей. Канадская премьера первого эпизода сериала заняла четвёртое место среди показов той ночи (с 1,32 миллионами зрителей) и 23 место — среди показов той недели..
| №  | Серия                           | Премьера             | Рейтинг (18-49) | Зрителей (миллионов) | DVR (18-49) | Зрителей DVR (миллионов) | Всего (18-49) | Всего зрителей (миллионов) |
| -- | ------------------------------- | -------------------- | --------------- | -------------------- | ----------- | ------------------------ | ------------- | -------------------------- |
| 1  | Пилотная серия                  | 10 октября 2012 года | 1.3             | 4.14                 | 0.4         | 0.88                     | 1.7           | 5.02                       |
| 2  | Чти отца своего                 | 17 октября 2012 года | 1.3             | 3.55                 | TBA         | TBA                      | TBA           | TBA                        |
| 3  | Одинокий стрелок                | 24 октября 2012 года | 1.1             | 3.51                 | TBA         | TBA                      | TBA           | TBA                        |
| 4  | Невиновный                      | 31 октября 2012 года | 1.0/3           | 3.05                 | 0.5         | TBA                      | 1.5           | TBA                        |
| 5  | Испорченный                     | 7 ноября 2012 года   | 1.3/4           | 3.75                 | TBA         | TBA                      | TBA           | TBA                        |
| 6  | Наследия                        | 14 ноября 2012 года  | 1.2/3           | 3.83                 | TBA         | TBA                      | TBA           | TBA                        |
| 7  | Муза огня                       | 28 ноября 2012 года  | 1.3/4           | 3.74                 | TBA         | TBA                      | TBA           | TBA                        |
| 8  | Вендетта                        | 5 декабря 2012 года  | 1.1/3           | 3.35                 | TBA         | TBA                      | TBA           | TBA                        |
| 9  | Конец года                      | 12 декабря 2012 года | 1.0/3           | 3.11                 | 0.5         | TBA                      | 1.5           | TBA                        |
| 10 | Сожжёный                        | 16 января 2013 года  | 1.1/3           | 3.06                 | 0.5         | TBA                      | 1.6           | TBA                        |
| 11 | Доверяй, но проверяй            | 23 января 2013 года  | 1.1/3           | 3.14                 | TBA         | TBA                      | TBA           | TBA                        |
| 12 | Головокружение                  | 30 января 2013 года  | 0.9/3           | 2.97                 | 0.5         | 1.30                     | 1.4           | 4.28                       |
| 13 | Предательство                   | 6 февраля 2013 года  | 1.0/3           | 2.96                 | 0.5         | TBA                      | 1.5           | TBA                        |
| 14 | Одиссея                         | 13 февраля 2013 года | 1.1/3           | 3.29                 | TBA         | TBA                      | TBA           | TBA                        |
| 15 | Ловкач                          | 20 февраля 2013 года | 0.9/3           | 3.15                 | 0.5         | TBA                      | 1.4           | TBA                        |
| 16 | Пойманный на месте преступления | 27 февраля 2013 года | 1.0/3           | 3.17                 | TBA         | TBA                      | TBA           | TBA                        |
| 17 | Возвращение охотницы            | 20 марта 2013 года   | 1.0/3           | 3.02                 | TBA         | TBA                      | TBA           | TBA                        |
| 18 | Спасение                        | 27 марта 2013 года   | 0.9/3           | 2.65                 | 0.5         | TBA                      | 1.4           | TBA                        |
| 19 | Незаконченное дело              | 3 апреля 2013 года   | 0.9/3           | 2.92                 | 0.4         | TBA                      | 1.3           | TBA                        |
| 20 | Вторжение домой                 | 24 апреля 2013 года  | 1.0/3           | 3.10                 | 0.5         | TBA                      | 1.5           | TBA                        |
| 21 | Предприятие                     | 1 мая 2013 года      | 0.9/3           | 2.89                 | TBA         | TBA                      | TBA           | TBA                        |
| 22 | Тьма на окраине города          | 8 мая 2013 года      | 0.9/3           | 2.62                 | TBA         | TBA                      | TBA           | TBA                        |
| 23 | Жертва                          | 15 мая 2013 года     | 0.9/3           | 2.77                 | 0.4         | TBA                      | 1.3           | TBA                        |

### Награды и номинации
| Год  | Награда                                       | Категория                                    | Кому/чему | Результат |
| ---- | --------------------------------------------- | -------------------------------------------- | --- | --------- |
| 2012 | Satellite Awards                              | Лучший телесериал — В жанре…                 | «Стрела» | Номинация |
| 2012 | IGN Awards                                    | Лучший герой на ТВ                           | Стивен Амелл/Стрела | Номинация |
| 2013 | People’s Choice Awards                        | Самая любимая новая ТВ-драма                 | «Стрела» | Номинация |
| 2013 | Leo Awards                                    | Лучший драматический сериал                  | Джозеф Патрик Финн, Грег Берланти, Марк Гуггенхайм, Эндрю Крайсберг, Мелисса Келлнер Берман, Дрю Гринберг, Дженифер Ленс, Венди Мерикл, Карл Огава | Номинация |
| 2013 | Leo Awards                                    | Кинематография                               | Глен Винтер («Пилот») | Победа    |
| 2013 | Leo Awards                                    | Кинематография                               | Гордон Верхель («Одинокий стрелок») | Номинация |
| 2013 | Leo Awards                                    | Лучшие визуальные эффекты                    | Жан-Люк Динсдэйл, Полина Бёрнс, Андрей Орлов, Дэйв Готьер («Сожженный»)                                                                            | Победа    |
| 2013 | Leo Awards                                    | Лучший производственный дизайн               | Ричард Хадоулин («Пилот») | Победа    |
| 2013 | Leo Awards                                    | Лучшая работа с актёрами                     | Корин Майерс, Найк Брандштаттер («Невиновный») | Номинация |
| 2013 | Leo Awards                                    | Лучшая постановка трюков                     | Джей Джей Макаро («Пилот») | Победа    |
| 2013 | Leo Awards                                    | Лучшая постановка трюков                     | Джей Джей Макаро («Головокружение») | Номинация |
| 2013 | NewNowNext Awards                             | Лучшая новая тенденция                       | «Стрела» | Номинация |
| 2013 | NewNowNext Awards                             | «Горячая штучка»                             | Стивен Амелл | Номинация |
| 2013 | IGN Awards                                    | Лучший герой на ТВ                           | Стивен Амелл/Стрела | Номинация |
| 2013 | Saturn Awards                                 | Лучший молодёжный сериал на телевидении      | «Стрела» | Номинация |
| 2013 | Teen Choice Awards                            | ТВ-сериал года: фантастика или фэнтэзи       | «Стрела» | Номинация |
| 2013 | Teen Choice Awards                            | Прорыв года: ТВ-сериал                       | «Стрела» | Номинация |
| 2013 | Teen Choice Awards                            | Актёр года: фантастика или фэнтэзи           | Стивен Амелл | Номинация |
| 2013 | Teen Choice Awards                            | Прорыв года: Звезда ТВ-сериала               | Стивен Амелл | Номинация |
| 2013 | Teen Choice Awards                            | Актриса года: фантастика или фэнтэзи         | Кэти Кэссиди | Номинация |
| 2013 | Награда Канадского общества кинематографистов | Награда общества кинематографистов: ТВ-драма | Глен Винтер и сотоварищи, «Стрела» («Пилот») | Победа    |
| 2013 | Broadcast Music, Inc.                         | Лучшее музыкальное сопровождение телесериала | Блэйк Нили | Победа    |
| 2013 | TV Guide Award                                | Любимый новый сериал                         | «Стрела» | Победа    |

## Издание на DVD и Blu-Ray
«Стрела. Сезон 1» была выпущена в двух вариантах: в виде набора из пяти DVD-дисков и состоящего из 9 дисков комбинированного издания Blu-Ray/DVD. Обе версии вышли 17 сентября 2013 года (в США) и 23 сентября 2013 года (в Великобритании). На дисках в качестве дополнительного издания можно найти короткометражки, вырезанные сцены, неудачные дубли и выступления на Paley Fest.

### Комментарии
1. ↑  Помимо появления в эпизоде «Конец года» (в титрах не указана), персонаж Рикардс играл существенную роль в двух эпизодах.
2. ↑  Персонаж Лэйнг играл существенную роль в двух эпизодах, после чего появился в качестве гостя в 9 эпизоде
3. ↑  В двух эпизодах также указан как заменяющий.